# St.-Georgs-Kirche (Struxdorf)

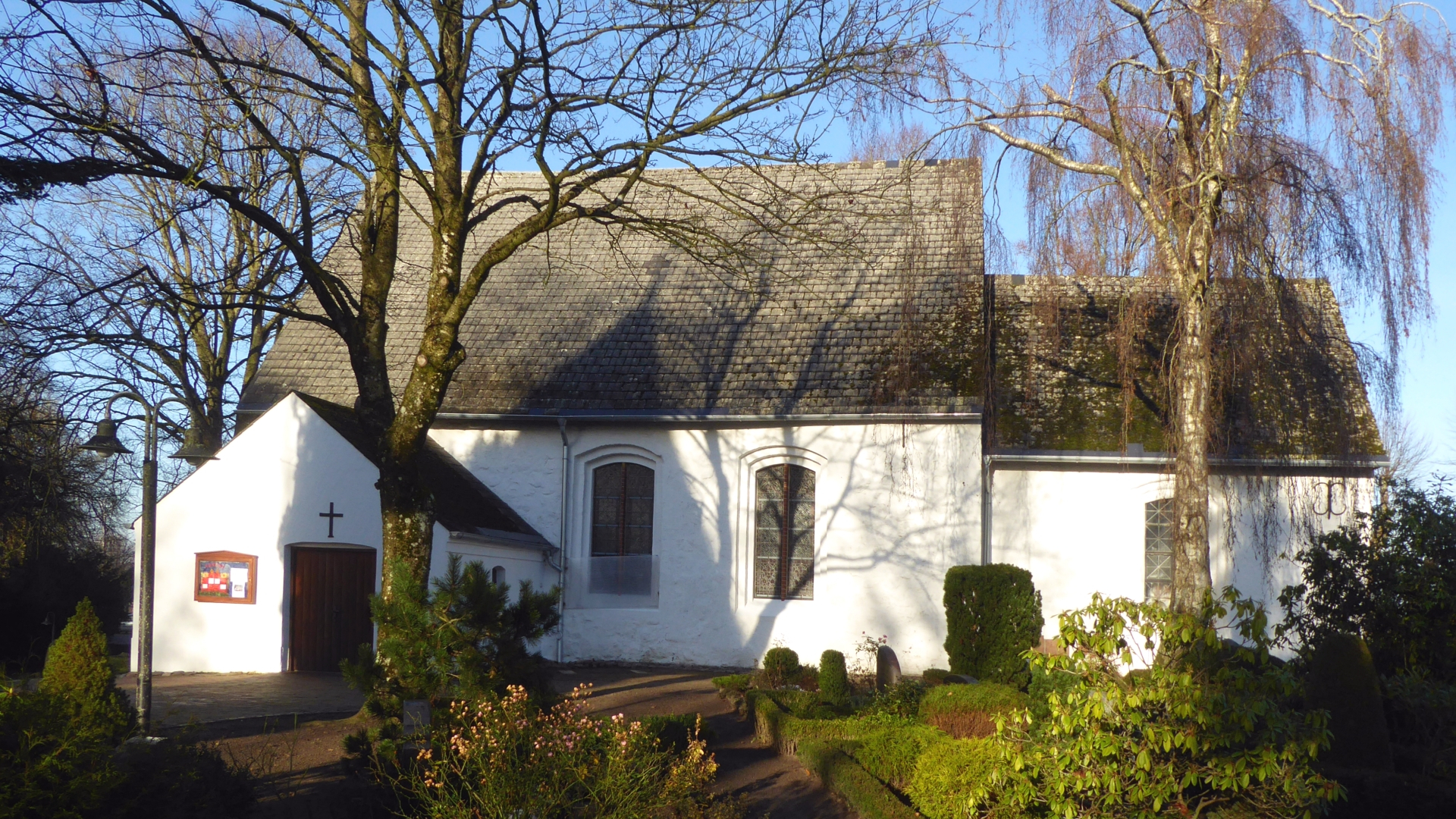
Die St.-Georgs-Kirche von Süden

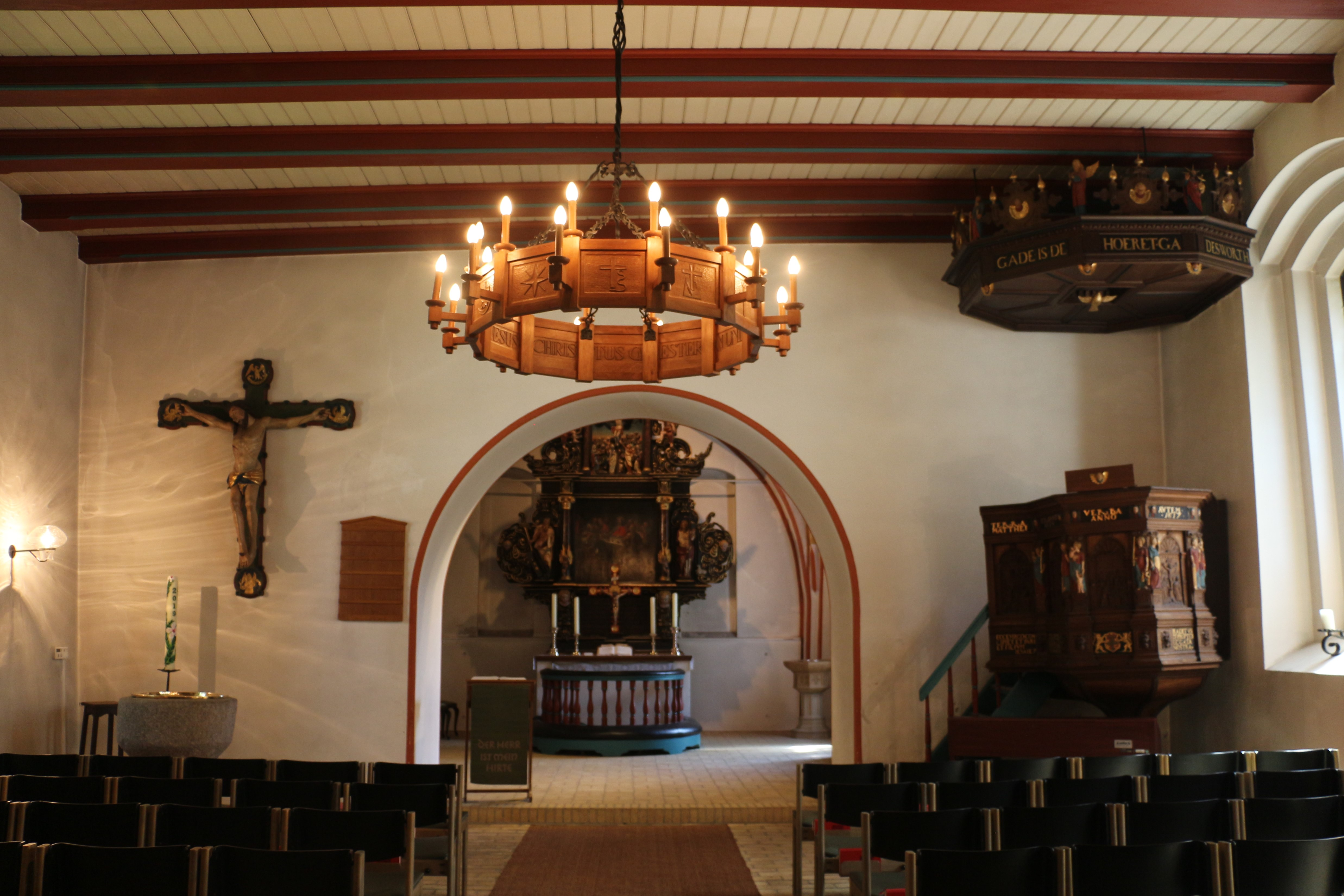
Innenraum mit Blick nach Osten zum Altar

Die  St.-Georgs-Kirche in Struxdorf ist eine spätromanische Feldsteinkirche der Kirchengemeinde Angelns-Süd in der evangelisch-lutherischen Kirche in Norddeutschland.

## Bau
Die St.-Georgs-Kirche wurde um 1230 als erste Kirche in der Struxdorfharde erbaut. Die dem Heiligen Georg geweihte Kirche ist eine kleine, flachgedeckte Feldsteinkirche mit eingezogenem Kastenchor aus Backstein, dessen zwei Ostfenster jedoch zugemauert sind. Das spätgotische Kreuzrippengewölbe des Chores wurde in der Spätrenaissance mit Darstellungen der Evangelisten ausgemalt. Das südliche Vorhaus wurde 1882 angefügt.
Anstelle eines Turms besitzt die Kirche einen Glockenstapel von 1560. Die Kirche und Kirchhof sind von einer Feldsteinmauer und einem Kranz Linden umgeben, die ebenfalls unter Denkmalschutz stehen.

## Ausstattung
Das älteste Ausstattungsstück ist der romanische Taufstein. Im Zuge einer Renovierung aus der Kirche entfernt, diente er lange als Blumenkübel, bis er 1970 in die Kirche zurückkehrte und dort auf einem neuen Granitsockel aufgestellt ist.
Ein Taufbecken aus Kunstsandstein in einer rötlichen Tönung befindet sich als Abstellobjekt rechts neben dem Altar. Es wurde um 1900 in der Kunstanstalt für Kirchenschmuck in Berlin gefertigt. Der Preis betrug 117 Mark. Hierzu gehört eine Taufschale aus Messing von 1914. Sie zeigt Fahne, Kreuzblume und Blattornamente. Im Spiegel zeigt sich ein Vierpass mit Taube.
An der Nordwand des Chores befindet sich ein eingemauertes gotisches Schränkchen zur Aufbewahrung der für die Feier der Sakramente nötigen Geräte.
Ebenfalls vorreformatorisch ist das Triumphkreuz, das heute links vom Chorbogen über dem alten Taufstein hängt. Es stammt aus dem Ende des 15. Jh. Seine Endscheiben sind allerdings neueren Datums. Das kleine Altarkreuz ist spätgotisch aus der 2. Hälfte des 15. Jh. Es ist direkt vor der Predella des Altaraufsatzes auf einer Konsole angebracht. Seine Corpushöhe beträgt 48 cm. Der vergoldete Nimbus scheint ein Kreuz anzudeuten. Die Endscheiben haben eine runde Form.
Die Kanzel stammt aus der Ringerink-Werkstatt. Sie wurde der Kirche 1617 gestiftet. Die Reliefs des fünfseitigen Korbs bilden Szenen aus dem Leben Jesu ab: Verkündigung, Geburt, Beschneidung, Kreuzigung und Himmelfahrt. Die begleitenden Bibeltexte sind lateinisch. Die Tugenden als Pilaster sind farbig gehalten. Das Stifterwappen zeigt den Eichenzweig der Struxdorfharde, die Buchstaben DC weisen auf Detlev Clementsen (1560–1621) als Stifter hin, der 1597 bis 1618 Hardesvogt war. Zur Erinnerung an seinen 1604 verstorbenen Bruder Clemens hatte er bereits in der Kirche zu Fahrenstedt-Böklund eine ähnliche Kanzel in Auftrag gegeben.
Der Altar ist ein Werk von Nikolaus Heim aus Schleswig von 1656. Er gilt als bedeutendstes Beispiel des Knorpelbarocks in Norddeutschland. Das Ölgemälde in der Mitte zeigt das letzte Abendmahl, darüber befindet sich als farbiges Relief eine Kreuzigungsdarstellung. Die Säulenädikula flankieren die Figuren Moses und Johannes d. Täufers. Das Kreuzigungsgemälde ist von Engelfiguren und Knorpelbarock-Anschwüngen flankiert. Als Krönung arrangieren sich Putti auf einer vergoldeten Weltkugel mit auf einem Regenbogen triumphierenden Jesus mit einem Sternnimbus.
Ein gewebter Wandteppich zeigt den Drachenkampf des heiligen Georg. Er hängt im Kirchenschiff an der Nordwand und wurde von Regina Laß aus Meldorf im Jahr 1990 gewebt. Der Entwurf stammt von Carl Lambertz.
Auf einer alten Eichenholzkonstruktion befindet sich die Westempore mit einer Brüstung. Eine Pilastergliederung flankiert sechs Emporenbilder, die Geschichten aus der Vita Jesu zum Thema haben. Sie stammen aus der 1. Hälfte des 18. Jh.

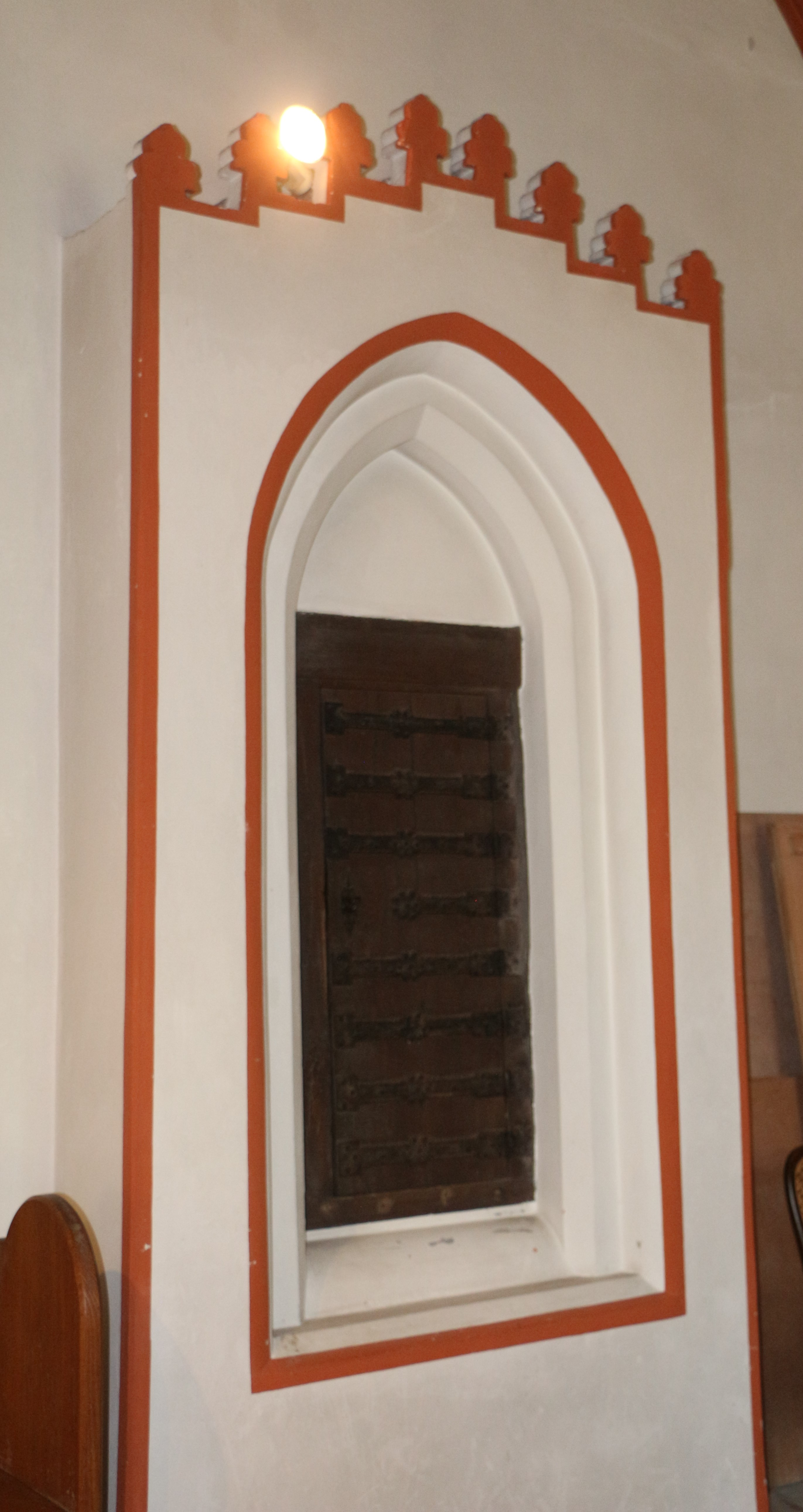
Sakramentsschränkchen
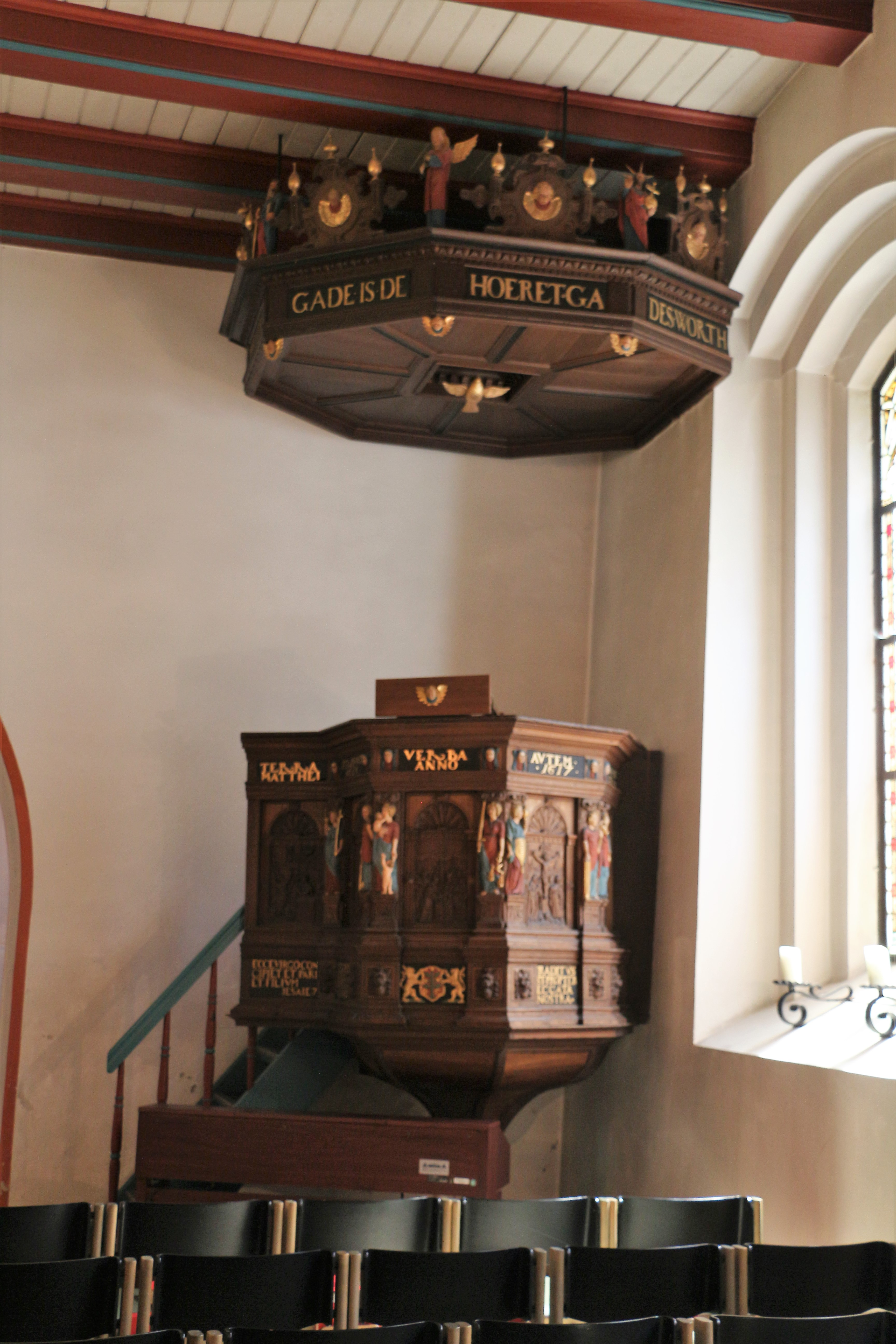
Kanzel
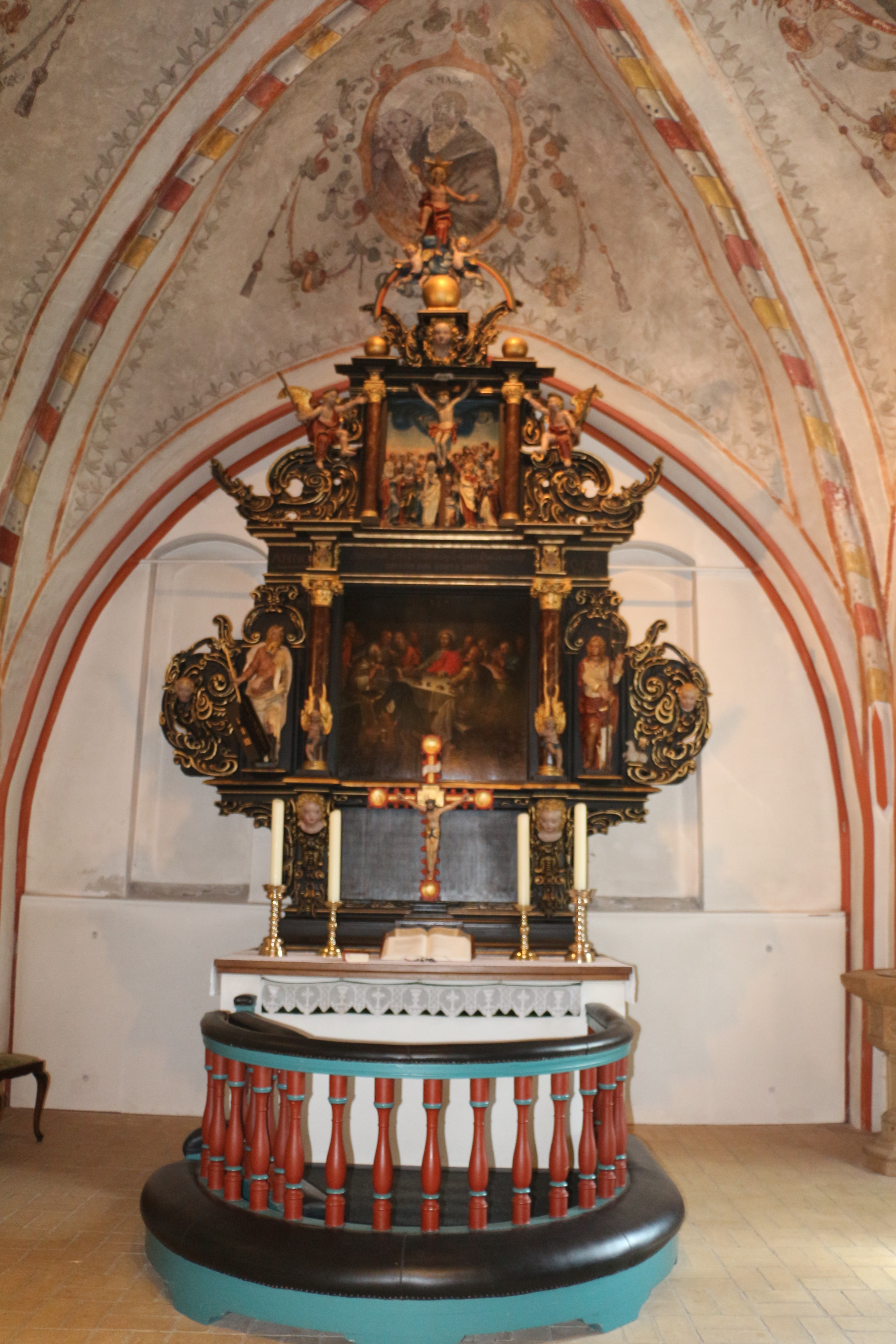
Altar
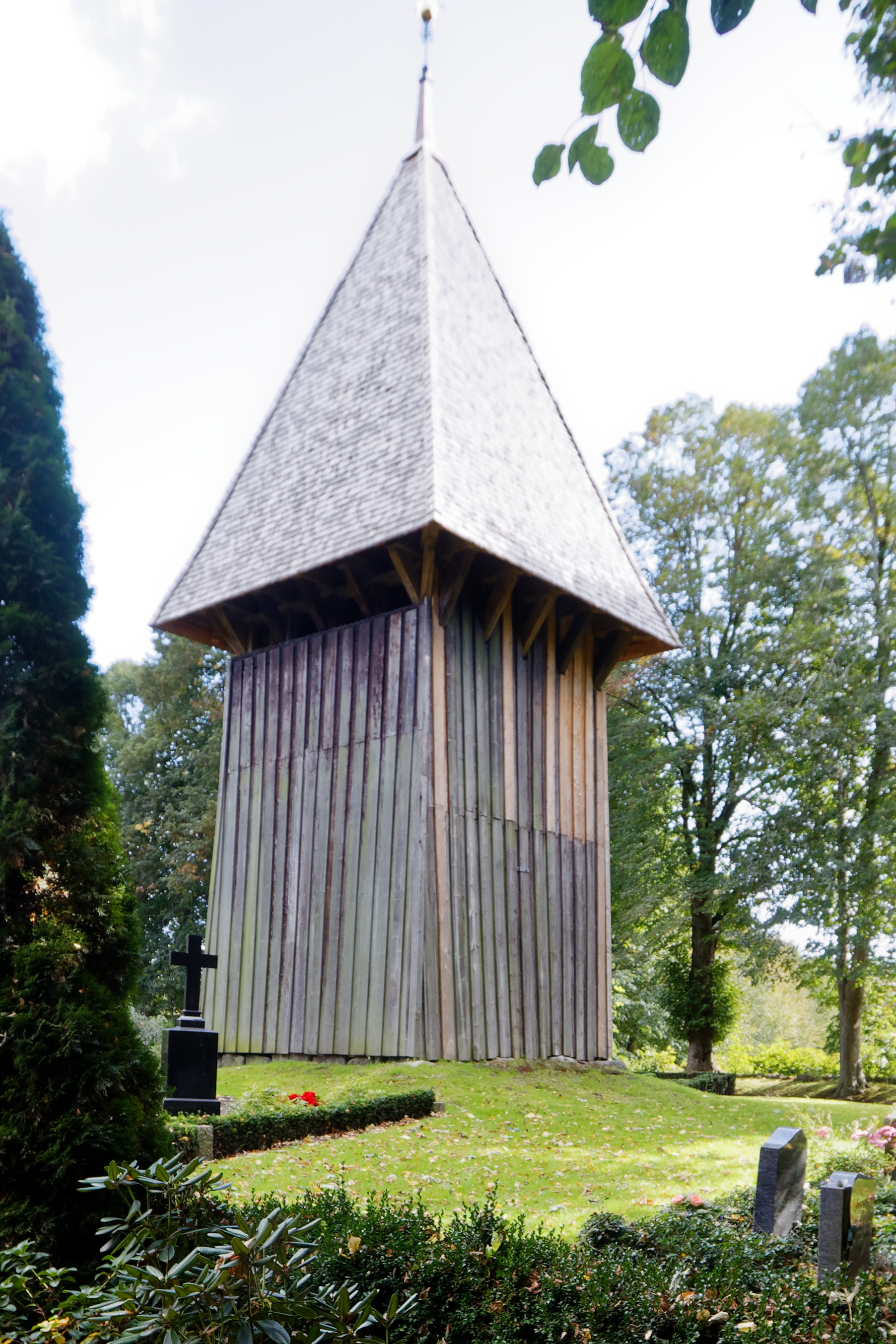
Glockenstapel

## Gemeinde
Am 1. Oktober 2021 fusionierten die Evangelisch-Lutherischen Kirchengemeinden Böklund, Brodersby-Kahleby-Moldenit, Nübel, Taarstedt, Struxdorf-Thumby, Tolk und Uelsby zur Kirchengemeinde Angelns-Süd.